# Phytomyptera melissopodis
Phytomyptera melissopodis är en tvåvingeart som först beskrevs av Daniel William Coquillett 1897.  Phytomyptera melissopodis ingår i släktet Phytomyptera och familjen parasitflugor. Inga underarter finns listade i Catalogue of Life.